# Систематическая номенклатура алкинов
Согласно номенклатуре ИЮПАК при построении названий алкинов в названиях соответствующих насыщенных углеводородов суффикс -ан заменяется суффиксом -ин. Для указания положения тройной связи и замещающих групп цепь нумеруют так же, как в соответствующих алкенах. Этин также возможно именовать тривиально — ацетилен.

Углеводороды, имеющие две или больше тройных связей, называются алка- диинами, триинами и т. д. Углеводороды, содержащие одновременно двойные и тройные связи, называются алкенинами, алкадиенинами, алкендиинами и т. п. в соответствии с числом двойных и тройных связей.

Гексадиен-1,3-ин-5

Если двойная и тройная связи расположены на равных расстояниях от концов цепи, то начало нумерации определяет двойная связь.

Углеводородные заместители, образуемые из алкинов, именуются алкинильными группами; наиболее простые имеют тривиальные названия (этинил, пропаргил).